# St. Wolfgang (Grafenaschau)

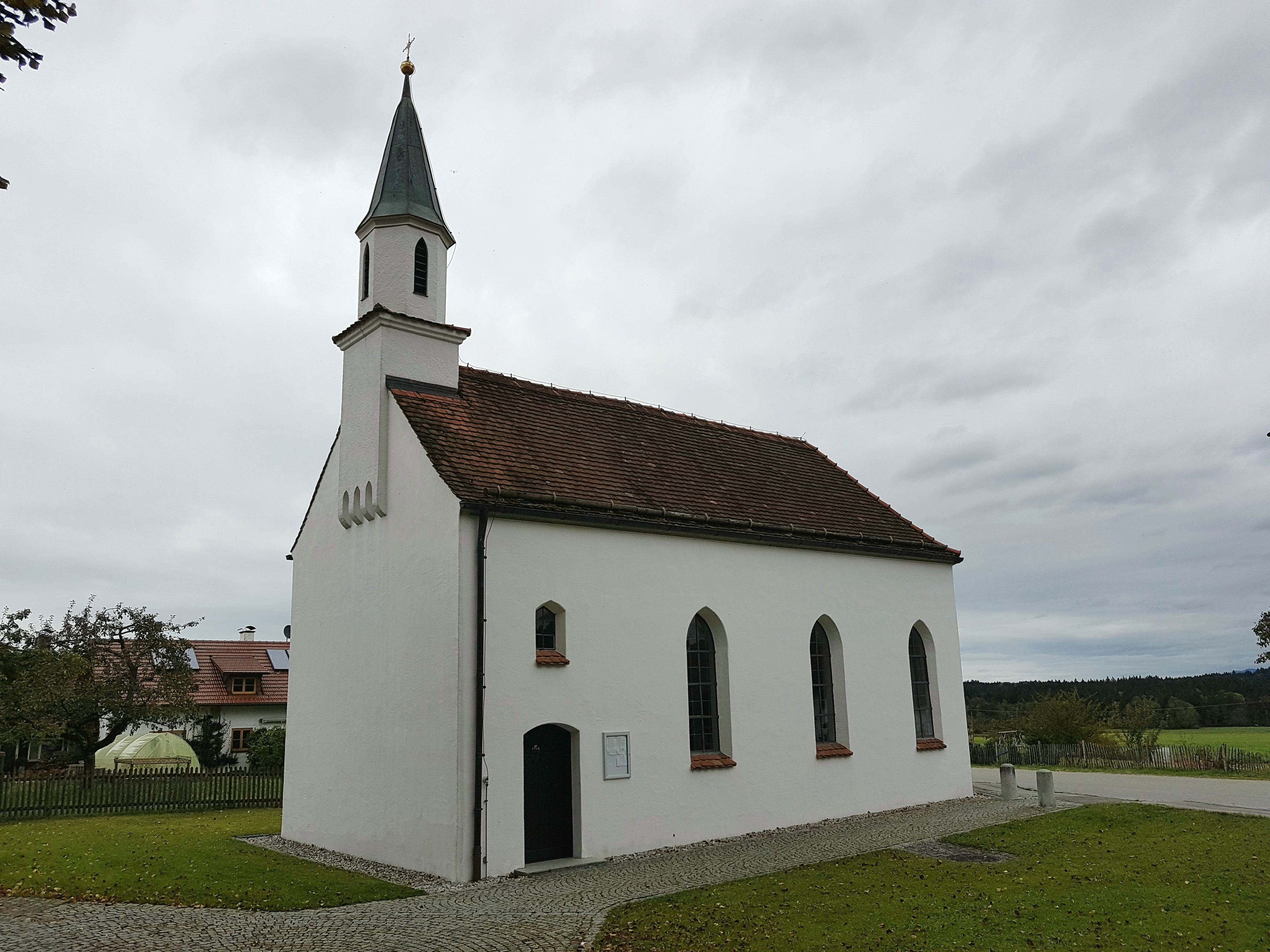
St. Wolfgang in Grafenaschau

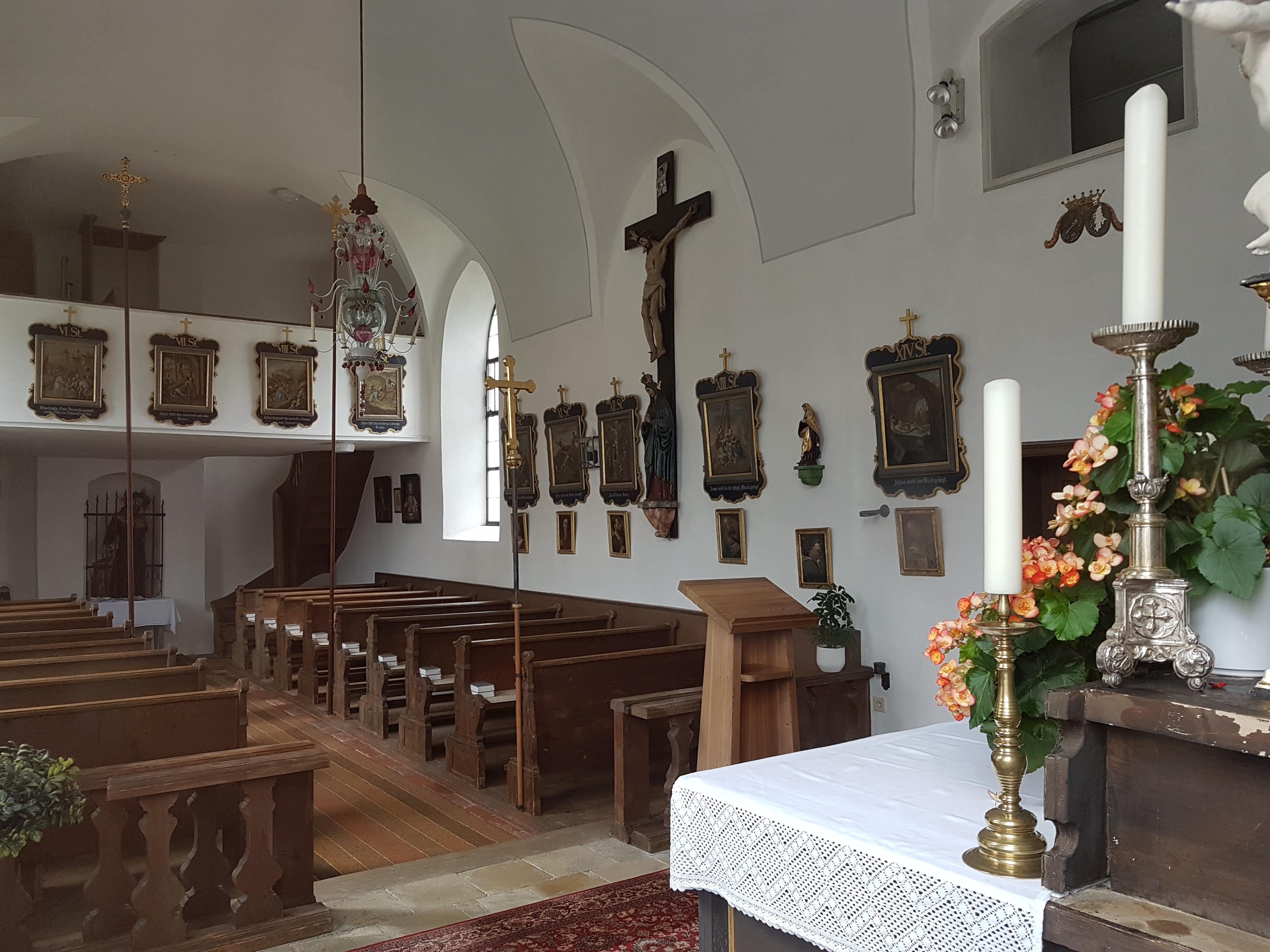
Innenraum

Die römisch-katholische Filialkirche St. Wolfgang steht in Grafenaschau, dem Hauptort der Gemeinde Schwaigen im oberbayerischen Landkreis Garmisch-Partenkirchen. Das Bauwerk ist beim Bayerischen Landesamt für Denkmalpflege in der Liste der Baudenkmäler in Schwaigen als Baudenkmal unter der Nr. D-1-80-131-1 eingetragen. Die Kirche gehört zum Dekanat Benediktbeuern im Bistum Augsburg.

## Beschreibung
Die Saalkirche ist im Kern spätgotisch. Sie besteht aus einem Langhaus, das in der Zeit des Barocks verlängert wurde und an das der dreiseitig geschlossene Chor im Osten angebaut wurde. Über der Fassade im Westen erhebt sich ein quadratischer Giebelreiter, dessen achteckiges Obergeschoss den Glockenstuhl beherbergt und der mit einem spitzen Helm bedeckt ist. 
Zur Kirchenausstattung gehört ein frühbarocker Altar, auf dessen Altarretabel sich ein Tafelbild mit dem Wolfgang von Regensburg befindet.